# История петербургской балетной школы
История петербургской балетной школы — хронология и основные этапы истории балетного образования в Санкт-Петербурге.

## Краткое описание истории развития танцевального искусства
В середине XVII века общепризнанной в Европе была французская школа, но балетмейстер и педагог Пьер Бошан (1636—1719) создал систему обучения, в основу которой легла итальянская манера исполнения. Он изобрёл приём записи танца, а с 1661 года стал директором Королевской академии танца. В XVIII веке свои уроки танцевальный мастер Жан Батист Ланде начал с двенадцатью молодыми девушками и таким же числом юношей. В 1790 году был издан «Театральный словарь» и в 1794 году «Танцевальный учитель». Благодаря постоянному притоку в Россию иностранных балетмейстеров, танец обогащался новыми традициями и сочетал в себе лучшие манеры русской и французской школ. Вместе со своей супругой Роз, в Россию приехал Дидло. Был поставлен балет «Оракул», в котором танцевальные партии исполняли: Шарман — г-жа Берилова (Charmant — M-elle Bériof); Люциндер (Люсинд) — г-жа К.Плетень (Lucinde — M-elle C.Pletin); Волшебница веселья — г-жа Дидло (La Feé des Plaisirs — M-elle Didelot); Волшебница самовластная — г-жа Роза; Сильф — г. Дидло; Статуи первые — г. Вальберх, г-жа Колосова.
В придворных танцах ещё не было пуантов и сложных технических движений, главным в школе был апломб, умение фиксировать позу длительное время. За три десятилетия, в результате взаимодействий нескольких школ, выработалась разновидность танца, которую стали называть Первой русской школой. В своём труде «Классический танец. История и современность» Л. Д. Блок раскрывает смысл строк Пушкина:

«Стоит Истомина; она, одной ногой касаясь пола, другою медленно кружит…» — это, вероятно, Grand foutté de face. «Касаясь» — явно на высоких полупальцах, «медленно кружить» — переводить ногу спереди назад широким полукругом позволял Истоминой прекрасный апломб, выработанный учителем Дидло. «И быстрой ножкой ножку бьёт» — слышится brisé.
Через десять лет после ухода Дидло, 1837 году в Петербург приехала Мария Тальони.
Имя, на котором полвека будет держаться весь русский балет, — Петипа. Этот период стали называть Второй русской школой.
Балеты Мариуса Петипа требовали высокого профессионализма труппы, который достигался благодаря педагогическим талантам: Христиана Иогансона и Энрико Чеккетти. В балетах Петипа и Льва Иванова выступали:
Мария Суровщикова-Петипа, Екатерина Вазем, Е. П. Соколова, В. А. Никитина, Мария Петипа, П. А. Гердт, П. К. Карсавин, Н. Г. Легат, И. Ф. Кшесинский, К. М. Куличевская и А. В. Ширяев.
В начале XX века хранителями академических традиций были артисты: Ольга Преображенская, Матильда Кшесинская, Вера Трефилова, Ю. Н. Седова, Агриппина Ваганова, Л. Н. Егорова, Н. Г. Легат, С. К. Андрианов, М. А. Кожухова и Ольга Спесивцева.
В балетах Михаила Фокина прославились Тамара Карсавина, Вацлав Нижинский и Анна Павлова.
Балет Фокина «Шопениана» — громадный шаг на пути к симфоническому танцу, стремление балетмейстера к натурализму творчества. Фокинизм принёс новое ощущение стилевых особенностей, он выдвинул вперёд танцовщика, адажио стало более гармоничным.

## Балетное древо
Артистическая генеалогия А. Я. Вагановой описана и изображена в схеме древа в книге Л. А. Блок, которая проследила путь от педагога к ученику в традиционной передачи балетного искусства из поколения в поколение:
Агриппина Ваганова выросла на традициях и направлениях нескольких школ, представителями которых были А. А. Облаков, Л. И. Иванов, Е. О. Вазем, Х. П. Иогансон, П. А. Гердт и О. И. Преображенская.
В первые годы после Октябрьской революции 1917 года бо́льшая часть артистов эмигрировала из России. В театре остались работать ведущие артисты: Е. П. Гердт, Пётр Гусев, А. В. Лопухов, Е. М. Люком, О. П. Мунгалова, В. И. Пономарёв, В. А. Семёнов, Б. В. Шавров.
Поколение солистов театра в период с 1920 по 1940 годы были выращены А. Я. Вагановой. Их педагогами также были
М. Ф. Романова, Е. П. Снеткова-Вечеслова и А. В. Ширяев:
Фея Балабина, Татьяна Вечеслова, Наталья Дудинская, А. Н. Ермолаев, Н. А. Зубковский, О. Г. Иордан, М. Т. Семёнова, К. М. Сергеев, Галина Уланова, Вахтанг Чабукиани, Алла Шелест.
Древо
- Бошан, Пекур и Дюпрэ — воспитали учеников:

- М.Гардель, Г.Вестрис, П.Гардель, О.Вестрис, А.Бурнонвиль, Х. П. Иогансон; и итальянской школы Блазис и Чеккетти.

- Их учениками стали: Мариус Петипа (ученик Вестриса); Ольга Преображенская (ученица Чеккетти, Блазиса, Лепри, Л. Иванова).

- Агриппина Ваганова

- Ученики Вагановой:
- В. С. Костровицкая (выпуск 1923)

- Ученицы В. С. Костровицкой

- Г. Т. Комлева (выпуск 1957) и М. А. Васильева (выпуск 1957)

- Н. П. Базарова (выпуск 1923)
- О. П. Мунгалова (выпуск 1923)
- Н. А. Камкова (выпуск 1924)
- М. Т. Семёнова (выпуск 1925)
- О. Г. Иордан (выпуск 1926)
- Е. В. Ширипина (выпуск 1926)

- Ученицы Е. В. Ширипиной:
- Л. П. Морковина, (выпуск 1953)
- С. Д. Адырхаева (выпуск 1955)
- Наталия Макарова (выпуск 1959)
- М. А. Сабирова (выпуск 1959)
- Т. Г. Терехова (выпуск 1970)

- Татьяна Вечеслова (выпуск 1928)

- Галина Уланова (выпуск 1928)

- Екатерина Максимова (Ученица Г. С. Улановой в театре, выпуск 1958, Е. П. Герт)

- Ученицы Е. С. Максимовой в театре: Светлана Лунькина (театр, с 1997) и Марианна Рыжкина (театр, с 1989)

- Т. М. Шмырова (выпуск 1930)

- Фея Балабина (выпуск 1931)

- Н. М. Дудинская (выпуск 1931)

- Н. В. Беликова (выпуск 1932)

- Ученицы Н. В. Беликовой:
- О. Д. Искандерова (выпуск 1962)
- Л. В. Филина (выпуск 1962)
- С. В. Ефремова (выпуск 1966)
- Г. С. Мезенцева (выпуск 1970)
- Л. И. Семеняка (выпуск 1970)

- Алла Шелест (выпуск 1937)

- Л. Е. Гончарова (выпуск 1944)

- И. Н. Утрецкая (выпуск 1944)

- Нинель Кургапкина (выпуск 1947)

- О. Н. Моисеева (выпуск 1947)

- Ученица О. Н. Моисеевой в театре Алтынай Асылмуратова (Театр, выпуск 1978)

- Л. Н. Сафронова (выпуск 1947)

- Ученица Л. Н. Сафроновой Алина Сомова (2003)

- Г. П. Кекишева (выпуск 1948)

- И. А. Колпакова (выпуск 1951)

- Э. В. Кокорина (выпуск 1950)

Вторая ветвь
- К. М. Куличевская (1861—1923)

- Ученицы К. М. Куличевской:
- Ольга Спесивцева
- М. А. Кожухова

- Ученицы М. А. Кожуховой:
- Инна Зубковская (выпуск 1941)

- Ученица И. Б. Зубковской Алтынай Асылмуратова (выпуск 1978)

- Римма Карельская (выпуск 1946)

- Л. М. Тюнтина

- Ученицы Л. М. Тюнтиной
- Алла Осипенко
- Наталья Большакова
- Елена Евтеева